# Fletcher Henderson
Fletcher Hamilton Henderson Jr. (Cuthbert, 18 dicembre 1897 – New York, 28 dicembre 1952) è stato un pianista, direttore d'orchestra, compositore e arrangiatore jazz statunitense, che ebbe grande importanza per lo sviluppo della musica jazz tra gli anni venti e anni quaranta, nel periodo dello swing e delle "big band".

## Biografia
Fletcher Henderson nacque a Cuthbert in Georgia: suo padre era preside e sua madre insegnava pianoforte. Dopo aver frequentato il Clark College ad Atlanta, dove si laureò nel 1920, si trasferì a New York con l'intenzione di frequentare i corsi di master in chimica alla Columbia University. Rendendosi conto delle limitatissime prospettive che si aprivano ad un afroamericano nel campo della chimica, preferì poco dopo intraprendere la carriera musicale, una scelta che avrebbe lasciato un segno profondo nel mondo delle grandi orchestre jazz che cominciavano a nascere in quegli anni che sarebbero stati definiti come gli anni ruggenti.
Henderson, la cui educazione musicale aveva soprattutto riguardato la musica colta europea, fu assunto dalla casa editrice Harry Pace/Handy come "dimostratore di canzoni", passando poi alla Black Swan Records nella veste di direttore musicale e pianista: divenne poi il direttore dell'orchestra della cantante Ethel Waters, i "Black Swan Troubadors".
Fletcher fondò la propria orchestra nel 1922: partita al "Club Alabama", la formazione divenne l'orchestra residente del "Roseland Ballroom" (un'importante sala da ballo) ed ebbe presto fama di essere la miglior formazione "colored" (cioè composta da musicisti di colore) di New York. Dopo un primo periodo, in cui lo stile di Henderson come arrangiatore fu influenzato dal lavoro di Paul Whiteman, egli cominciò ad inserire idee nuove, presagendo la possibilità di ampliare e approfondire considerevolmente la scrittura per orchestra jazz. Questo cambiamento coincise, forse non per caso, con l'arrivo, nei ranghi dell'orchestra, di Louis Armstrong (1924). In quello stesso periodo si avvaleva del lavoro di arrangiatore di Don Redman e Benny Carter, che firmarono la quasi totalità degli arrangiamenti dell'orchestra negli anni '20 (in seguito Henderson assunse in toto la funzione di arrangiatore).
L'orchestra - che si spostò dal Roseland e fu per diverso tempo al famoso "Cotton Club" - divenne una palestra ed un'attrazione per molti dei migliori strumentisti dell'epoca: oltre ad Armstrong, transitarono nei suoi ranghi i trombettisti Henry "Red" Allen, Joe Smith, Rex Stewart, Tommy Ladnier, Doc Cheatham e Roy Eldridge, i sassofonisti Coleman Hawkins, Buster Bailey, Benny Carter e Chu Berry (Lester Young vi fece un'audizione come rimpiazzo di Hawkins, ma la reazione negativa dell'orchestra lo convinse a rifiutare il posto che gli era stato assegnato). Sun Ra scrisse alcuni arrangiamenti per l'orchestra, quando si trovava al "Club De Lisa" di Chicago.
A partire dagli anni trenta, Il fratello minore di Fletcher, Horace Henderson (che era un pianista, e che in seguito avrebbe diretto con un certo successo una propria orchestra) iniziò a lavorare come arrangiatore per l'orchestra.
Il successo commerciale dell'orchestra non fu pari alla sua popolarità e Henderson, che si era fatto un nome come compositore e arrangiatore, iniziò a lavorare anche con le orchestre di Teddy Hill, Isham Jones, e soprattutto con quella di Benny Goodman.
Quest'ultimo, nel 1934, si era assicurato il contratto come orchestra fissa del programma radiofonico "Let's Dance", e aveva bisogno di nuovi pezzi di repertorio ogni settimana. Il suo amico John Hammond gli suggerì allora di comprarli da Henderson. Molti dei grandi successi dell'orchestra di Goodman nel periodo swing erano in effetti stati scritti da Henderson per la sua orchestra negli anni 20 e 30.
Nel 1939, Henderson sciolse l'orchestra e si unì a Goodman prima come pianista (la prima volta che un afroamericano suonava con una'orchestra bianca, fatto raro e clamoroso per le orchestre non integrate dell'epoca) e arrangiatore, poi solo come arrangiatore. La sua orchestra fu da lui rifondata a più riprese nel corso degli anni 40 e fu in tournée con Ethel Waters tra il 1948 e il 1949. Nel 1950, quando le grandi orchestre erano ormai in crisi, ed egli era divenuto leader di un sestetto, Henderson fu colpito da un ictus, rimanendo parzialmente paralizzato. Questo terminò la sua attività pianistica e musicale. Morì due anni dopo a New York.
Il ruolo di Henderson come pioniere dell'era dello swing è stato per molto tempo sottovalutato, in parte anche a causa della maggior visibilità che ebbero in quel periodo le orchestre bianche e solo negli ultimi decenni del XX secolo gli è stata riconosciuta la funzione di iniziatore e protagonista dell'era dello swing.

## Discografia
L'unica integrale, o presunta tale, attualmente disponibile sul mercato pare la serie della francese Classics in quindici volumi.
- 1921-23 - The Chronological F H & His Orchestra (Classics #794)
- 1923-00 - The Chronological F H & His Orchestra (Classics #697)
- 1923-24 - The Chronological F H & His Orchestra (Classics #683)
- 1924-01 - The Chronological F H & His Orchestra (Classics #673)
- 1924-02 - The Chronological F H & His Orchestra (Classics #657)
- 1924-03 - The Chronological F H & His Orchestra (Classics #647)
- 1924-25 - The Chronological F H & His Orchestra (Classics #633)
- 1925-26 - The Chronological F H & His Orchestra (Classics #610)
- 1926-27 - The Chronological F H & His Orchestra (Classics #597)
- 1927-00 - The Chronological F H & His Orchestra (Classics #580)
- 1927-31 - The Chronological F H & His Orchestra (Classics #572)
- 1931-00 - The Chronological F H & His Orchestra (Classics #555)
- 1931-32 - The Chronological F H & His Orchestra (Classics #546)
- 1934-37 - The Chronological F H & His Orchestra (Classics #535)
- 1937-38 - The Chronological F H & His Orchestra (Classics #527)

### Antologie in LP/CD
Per chi volesse conoscere il meglio  di Henderson, senza dover affrontare i 15 cd, i seguenti 5 titoli offrono una selezione con la migliore qualità audio  oggi disponibile.
- 1924–25 Do That Thing (Frog, DGF87) registrazioni acustiche per la Vocalion e la Pathé
- 1925–26 The Harmony & Vocalion Sessions Volume 1 1925–1926 (Timeless Records CBC 1-064)
- 1927–28 The Harmony & Vocalion Sessions Volume 2 1927–1928 (Timeless Records CBC 1-069)
- 1931–33 Yeah Man! (Hep Records CD 1016)
- 1934-00 Wild Party! (Hep Records CD 1009)

- 1923–1938 A Study in Frustration (4xLP/CD) (Columbia, 1961) Antologia matrici
- 1927–36 Hocus Pocus (Bluebird,1992) Antologia matrici RCA Victor
- 1931–1934 Tidal Wave, (GRP, 1994) Antologia matrici Decca
- 1924–1936 Sweet and Hot, (2xCD) (Le Chant du Monde, 2007)  Antologia matrici diverse
- 1924–31 First Impressions Vol. 1, Jazz Heritage Series, Decca DL 9227 (Lp)
- 1931–1934 Swing's the Thing  Vol. 2, Jazz Heritage Series, Decca DL 7922 (Lp)

## Songbook
Questi sono alcuni dei brani registrati da Henderson con la sua orchestra:
| 1923 | - Charleston Crazy - Do Doodle Oom - Down South Blues - Gulf Coast Blues - Just Hot - Old Black Joe's Blues | 1928 | I'm Feeling Devilish                                                                            |
| 1924 | - Shanghai Shuffle - Naughty Man - Sud Bustin Blues - War Horse Mama | 1931 | - My Sweet Tooth Says I Wanna - Oh It Looks Like Rain - Singing The Blues                       |
| 1925 | - Chinese Blues - Clap Hands Here Comes Charly - Florida Stomp - Get It Fixed - Hey Foot Straw Foot - Nobody's Rose - Panama - Peaceful Valley - Pensacola - Spanish Shawl - Sugar Foot Stomp - TNT | 1932 | - I Wanna Count Sheep - Poor Old Joe - Sing Sing Sing - Strangers - Take Me Away From The River |
| 1926 | - Black Horse Stomp - Brotherly Love - Dinah - Dynamite - Hard To Get Gertie - Hi Diddle Diddle - Honeybunch - I Found A New Baby - I Want Somebody To Cheer Me Up - I Want To See Some More Of What I Saw In Arkansas - Let Me Introduce You To My Rosie - Nervous Charlie Stomp - Off To Buffalo - Tampeekoe - When Spring Comes Peeping Through | 1934 | - Happy as the Day Is Long - Hocus Pocus - Liza - Wrappin It Up                                 |
| 1927 | - Cornfed - Have It Ready - Sensation Rag - Shufflin Sadie - Snag It - Variety Stomp - St. Louis Shuffle | 1936 | - Knock Knock Who's There                                                                       |